# Глускин, Зэев
Зэев Глускин (1859, Слуцк, Минской губернии — 4 апреля 1949, Тель-Авив) — предприниматель, популяризатор иврита, участник сионистского движения. Почётный гражданин Ришон-ле-Циона и Тель-Авива.

## Биография
Родился в семье раввина. Получил традиционное начальное образование в хедере, а затем, под руководством своего отца Элиэзера, который провёл большую часть своей жизни в Кенигсберге, изучал иврит с репетиторами. С 1880 года жил в Варшаве, где сошёлся с местными интеллектуалами, в том числе писателем и коммерсантом Ш.-П. Рабиновичем. Под влиянием Рабиновича Глускин стал активным участником движения «Ховевей Цион», был среди основателей ордена «Бней-Моше» (1889) и первых в России обществ изучения иврита. Один из организаторов (вместе с Ахад-ха-Амом, Э. Капланом и Матитьяху Коэном) издательства «Ахиасаф», целью которого было издание книг на иврите. В 1896 году вместе с Э. Левиным-Эпштейном отправился в Париж, где им удалось убедить барона Ротшильда финансировать создание компании «Кармель», которая с этого времени занималась распространением вин из Палестины по всему миру. В дальнейшем усилиями Глускина филиалы компании «Кармель» были открыты во всех крупных городах России, а штаб-квартира расположилась в Одессе.
В 1903 году Глускин принял участие в создании ежедневной газеты «Хацофе» (Варшава). Инициатор создания (совместно с Левиным-Эпштейном и Яковом Брауде) общественной организации «Менуха ве-нахала», которая основала мошав Реховот в Эрец-Исраэль. В 1905 году переехал в Палестину в качестве генерального директора компании «Кармель». Позже возглавил «Ассоциацию виноторговцев», имевшую винные погреба в Ришон-ле-Ционе и Зихрон-Яакове. В 1904 году один из учредителей компании «Геула» (в 1925-46 — директор), созданной для продажи в частное владение земель в Эрец-Исраэль.
Начало Первой мировой войны застало Глускина в Европе. Не имея возможности вернуться в Палестину, он осел в Египте, где участвовал в формировании Еврейского легиона в составе британской армии. По окончании войны участвовал в комиссии по возвращению в Палестину евреев, депортированных турецкими властями, но вскоре вышел из неё из-за разногласий с А. Ааронсоном. До 1924 года Глускин оставался руководителем компании «Кармель». После ухода с директорского поста переехал в Тель-Авив, чтобы посвятить себя работе в обществе «Геула». После смерти Бецалеля Яффе Глускин возглавил это общество.
В 1946 были опубликованы его мемуары, содержащие ценный материал по истории сионистского движения в России и Эрец-Исраэль. Ещё при жизни Глускин передал свой дом в Тель-Авиве в собственность города с тем, чтобы в нём была размещена муниципальная библиотека. Его именем названы улицы в Реховоте, Ришон-ле-Ционе и Тель-Авиве.